# 渡邉一久
渡邉 一久（わたなべ かずひさ、1983年5月18日 - ）は、日本のK-1ファイター、元プロボクサー。第52代日本フェザー級王者。山梨県出身。無所属。山梨県立富士河口湖高等学校卒。

## 来歴
親の勧めもあって幼少時より野球に没頭し、甲子園出場経験のある強豪山梨県立吉田高等学校を希望し吉田総合選抜を受験する。しかしながら総合選抜でもう一方の富士河口湖高等学校に振り分けられ、野球への情熱を失う。入学後、ボクシング部を創設してもらい、ネクサスボクシングジムにも所属しアマチュアで経験を積んだ。ノーガードで相手を挑発し失格となったこともある。
ガチンコ!ファイトクラブに出演していた小谷伸也がプロテストに合格する以前に対外試合で対戦した経験があり、TBSでは『元ガチンコ!出演者』として紹介している（ただし、渡邉自身はクラブ生ではない）。

### ボクシング
2002年11月20日、プロデビュー戦で1RKO勝利。
2005年4月18日、8勝2敗（桜井敦史に2度の負け）ノーランカー時代に日本タイトル前哨戦と言われていた、当時日本フェザー級2位の竜宮城（12勝10KO無敗）に挑み、下馬評を覆す3-0の大差で10R判定勝利し日本ランク入り。
2006年1月21日、その後2連勝で日本ランキング2位で同じジムの榎洋之が返上し空位の、日本フェザー級王者決定戦を同級1位で、この試合が日本タイトル三度目となる阿部元一と行なう。1Rに3度ダウンを奪いKO勝ちでタイトル奪取に成功した。同時に粟生隆寛を防衛戦の相手に指名したが、叶わなかった。
2006年5月2日、小林生人（13戦13勝）を下し初防衛に成功した。
2006年10月14日、榎と10R判定まで持ち込んだ梅津宏治と防衛戦。1Rから抱え上げ、投げ飛ばしなど荒れた展開となり、2度の反則による減点（4R後頭部への打撃、7R頭突き）も響き、10R判定で敗れる。この試合の反則により、所属ジムから1年間試合出場停止処分を受け、JBCは、前王者に対して異例となる日本ランキング外とした。後にこの試合をVTRで観たK-1イベントプロデューサー谷川貞治は「亀田大毅より酷い反則」と発言した。
2007年5月24日、反則を行ったら即タオルを投げると釘を刺されての復帰戦で涼野康太に8R判定で勝利した。
2007年9月26日、セーンチャルン・ウォースラポンを3RKOで下し日本ランキング2位に復帰も、試合前に痛めていた左足首を試合後の練習中に靭帯断裂し11月17日の坂本博之・本望信人引退記念興行での試合予定が流れてしまった。
2008年2月11日、怪我は完治したものの、再三に渡り希望していた粟生戦などの試合も実現せず、モチベーションの低下もあり、自身のブログにて引退宣言を出し、総合格闘技の練習を行っていた。プロボクシング戦績18戦15勝(8KO)3敗

### K-1
2009年1月21日、K-1参戦が発表された。
2009年2月23日、K-1 WORLD MAX 2009 〜日本代表決定トーナメント〜で上松大輔と対戦。1R渡邉の左フックが入り、上松がダウンしたところにすかさずキック、レフェリーは慌てて仲裁に入り、スリップの判断。脇に頭を入れ持ち上げるなど、ダウンしかけた所をでんぐり返しなどで回避し、終始トリッキーな渡邉ワールドを展開。残り時間わずかになると、自らの頬をグローブで殴り自ら倒れ、ダウンを取られる。結局このダウンが響き判定負けとなった。試合後、谷川貞治は「最後にやったことはいただけません」と自らダウンしたことに苦言を呈したが、その一方で「個性もあるし、才能はあります」と語った。
2009年7月13日、K-1 WORLD MAX 2009 FINAL8で山本篤と対戦し、1R3度のダウンを奪い2分40秒KO勝ち。
2009年10月26日、K-1 WORLD MAX 2009 FINALでチョン・ジェヒと対戦し、判定負けを喫した。
2010年3月27日、K-1 WORLD MAX 2010 〜-70kg Japan Tournament〜のスーパーファイトでDJ.taikiと対戦し、判定負け。試合中、バックブローに失敗してスリップしたあと、そのまま相手に組み付きそうになり、レフェリーに蹴られるという珍しい場面も観られた。
2010年7月5日、K-1 WORLD MAX 2010 〜-63kg Japan Tournament FINAL〜の第1リザーブファイトで宮田和幸と対戦。先に2度のダウンを奪われるも1度のダウンで追い上げ、ジャッジ3者とも26-27と僅差の判定負け。
2010年12月31日、総合格闘技初挑戦となったDynamite!! 〜勇気のチカラ2010〜で所英男とDREAMルールで対戦。1R・2Rと所のサブミッションから逃れ続けたが、3Rに腕ひしぎ十字固めで一本負けを喫した。

### ライブ
2017.4.28　abe gakk(キングレコード)メジャーデビュー記念ライブパーティー(神取忍、楽しんご、タジマジック、エスパー伊東と共演)

## 戦績

### プロボクシング
18戦15勝 (8KO)3敗
| 戦           | 日付           | 勝敗 | 時間    | 内容    | 対戦相手                       | 国籍 | 備考                           |
| ------------ | -------------- | ---- | ------- | ------- | ------------------------------ | ---- | ------------------------------ |
| 1            | 2002年11月20日 | 勝利 | 1R 2:30 | KO      | 小室賢                         | 日本 | プロデビュー戦                 |
| 2            | 2003年2月10日  | 敗北 | 3R 0:31 | KO      | 桜井敦史                       | 日本 |                                |
| 3            | 2003年5月3日   | 勝利 | 1R 1:55 | KO      | 横山竜也                       | 日本 |                                |
| 4            | 2003年6月13日  | 勝利 | 1R 2:37 | KO      | 斉藤伸也                       | 日本 |                                |
| 5            | 2003年7月29日  | 敗北 | 1R 0:43 | TKO     | 桜井敦史                       | 日本 |                                |
| 6            | 2003年11月15日 | 勝利 | 4R      | 判定3-0 | 田中元                         | 日本 |                                |
| 7            | 2004年2月10日  | 勝利 | 6R      | 判定3-0 | 津田洋介                       | 日本 |                                |
| 8            | 2004年5月23日  | 勝利 | 6R 2:52 | TKO     | 中山健一                       | 日本 |                                |
| 9            | 2004年9月4日   | 勝利 | 8R      | 判定3-0 | 円谷篤史                       | 日本 |                                |
| 10           | 2005年2月16日  | 勝利 | 1R 1:42 | KO      | ライサック・ポーファーカムロン | タイ |                                |
| 11           | 2005年4月18日  | 勝利 | 8R      | 判定3-0 | 竜宮城                         | 日本 |                                |
| 12           | 2005年9月22日  | 勝利 | 5R 2:57 | KO      | ルンクタワン・ソーウォラピン   | タイ |                                |
| 13           | 2005年10月13日 | 勝利 | 8R      | 判定3-0 | 富本慶久                       | 日本 |                                |
| 14           | 2006年1月21日  | 勝利 | 1R 1:59 | KO      | 阿部元一                       | 日本 | 日本フェザー級王座決定戦・獲得 |
| 15           | 2006年5月20日  | 勝利 | 10R     | 判定3-0 | 小林生人                       | 日本 | 日本王座防衛1                  |
| 16           | 2006年10月14日 | 敗北 | 10R     | 判定0-2 | 梅津宏治                       | 日本 | 日本王座陥落                   |
| 17           | 2007年5月24日  | 勝利 | 8R      | 判定3-0 | 涼野康太                       | 日本 |                                |
| 18           | 2007年9月26日  | 勝利 | 3R 1:56 | KO      | セーンチャルン・ウォースラポン | タイ |                                |
| テンプレート |                |      |         |         |                                |      |                                |

### キックボクシング
| キックボクシング 戦績 | キックボクシング 戦績 | キックボクシング 戦績 | キックボクシング 戦績 | キックボクシング 戦績 | キックボクシング 戦績 | キックボクシング 戦績 |
| --------------------- | --------------------- | --------------------- | --------------------- | --------------------- | --------------------- | --------------------- |
| 5 試合                | (T)KO                 | 判定                  | その他                | 引き分け              | 無効試合              |                       |
| 1 勝                  | 1                     | 0                     | 0                     | 0                     | 0                     |                       |
| 4 敗                  | 0                     | 4                     | 0                     | 0                     | 0                     |                       |

| 勝敗 | 対戦相手       | 試合結果                   | 大会名 | 開催年月日     |
| ×    | 宮田和幸       | 3R終了 判定0-3             | K-1 WORLD MAX 2010 〜-70kg World Championship Tournament FINAL16 / -63kg Japan Tournament FINAL〜 【-63kg Japan Tournament 第1リザーブファイト】 | 2010年7月5日   |
| ×    | DJ.taiki       | 3R終了 判定0-3             | K-1 WORLD MAX 2010 〜-70kg Japan Tournament〜 | 2010年3月27日  |
| ×    | チョン・ジェヒ | 3R終了 判定1-2             | K-1 WORLD MAX 2009 World Championship Tournament FINAL                                                                                           | 2009年10月26日 |
| ○    | 山本篤         | 1R 2:40 KO（右ストレート） | K-1 WORLD MAX 2009 World Championship Tournament FINAL8                                                                                          | 2009年7月13日  |
| ×    | 上松大輔       | 3R終了 判定0-3             | K-1 WORLD MAX 2009 〜日本代表決定トーナメント〜                                                                                                  | 2009年2月23日  |

### 総合格闘技
| 総合格闘技 戦績 | 総合格闘技 戦績 | 総合格闘技 戦績 | 総合格闘技 戦績 | 総合格闘技 戦績 | 総合格闘技 戦績 | 総合格闘技 戦績 |
| --------------- | --------------- | --------------- | --------------- | --------------- | --------------- | --------------- |
| 1 試合          | (T)KO           | 一本            | 判定            | その他          | 引き分け        | 無効試合        |
| 0 勝            | 0               | 0               | 0               | 0               | 0               | 0               |
| 1 敗            | 0               | 1               | 0               | 0               | 0               | 0               |

| 勝敗 | 対戦相手 | 試合結果                 | 大会名                          | 開催年月日     |
| ×    | 所英男   | 3R 2:50 腕ひしぎ十字固め | Dynamite!! 〜勇気のチカラ2010〜 | 2010年12月31日 |

## 獲得タイトル
- 第52代日本フェザー級王座（防衛1）

### 戦績
- 角海老宝石ボクシングジム 戦歴 - ウェイバックマシン（2012年1月15日アーカイブ分）
- K-1 選手データ - ウェイバックマシン（2011年8月10日アーカイブ分）
- 渡邉一久の戦績 - SHERDOG（英語）